# Village of Monroe Historic District

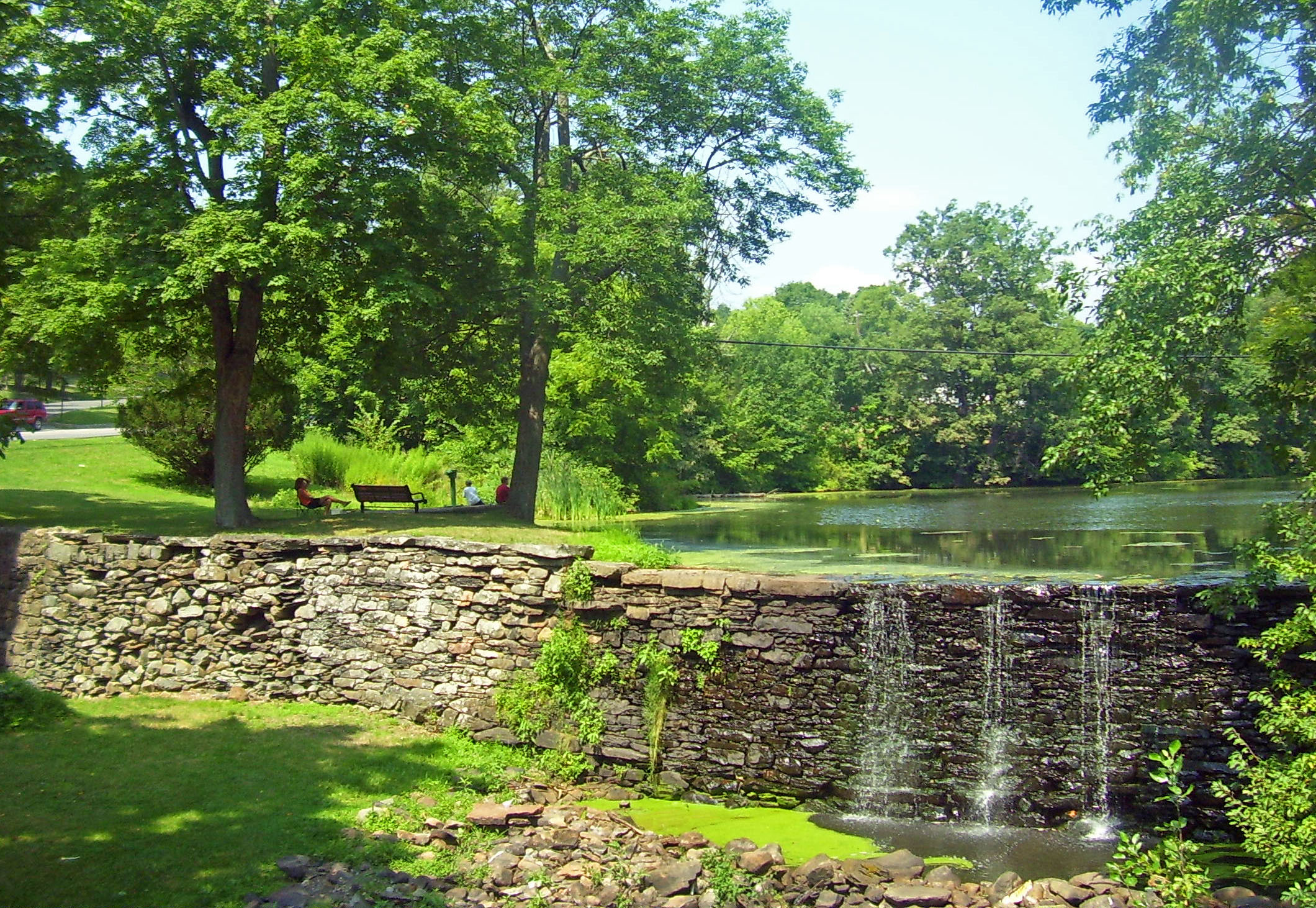
Wiederaufgebauter Staudamm an Smith’s Mill (2008)

Der Village of Monroe Historic District, der auch unter der Bezeichnung Smith’s Mill Historic District bekannt ist, befindet sich in der Village of Monroe, New York in den Vereinigten Staaten. Es handelt sich um ein unregelmäßig geformtes 81 Acre (rund 32 Hektar) umfassendes Gebiet mit 36 Contributing Properties im östlichen Zentrumsbereich des Ortes, der aus zumeist Wohnhäusern sowie einigen Kirchen und Gewerbebauten zusammengesetzt ist. Der historische Distrikt wurde 1998 im National Register of Historic Places verzeichnet.
Bei dem größten Teil des historischen Distrikts handelt es sich um eine offene Bebauung; er umfasst einen Mühlteich mit Park, einen Friedhof und eine frühere Trabrennsportbahn. Die vorhandenen Gebäude stammen zumeist aus dem 19. Jahrhundert, wobei einige in einem Gebiet an der Stage Road den früheren Ortskern von Monroe bilden und bis in die Zeit vor der Amerikanischen Unabhängigkeit zurückgehen. Damals wurde das Wasser des Ramapo Creeks durch Smith’s Mill gestaut. Diese Häuser wurden 1892 von einem Ortsbrand verschont, der ansonsten die Ortschaft verwüstete. Innerhalb des Distrikts überwiegen neoklassizistische Bauwerke und Bauwerke im Federal Style, hinzu kommen einige neugotische Häuser aus der Mitte des 19. Jahrhunderts. Innerhalb des historischen Distrikts befindet sich das Gebäude der ältesten Freimaurerloge in New York, die frühere Käsefabrik, wo das erste Mal Velveeta-Käse produziert wurde und das Wohnhaus des Ortsgründers David Smith, das später durch An- und Umbauten in ein größeres Wohnhaus erweitert wurde.

## Geographie

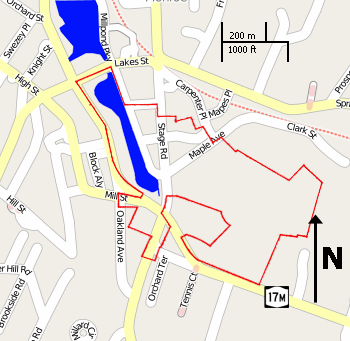
Karte des historischen Distrikts

Am deutlichsten ist die Westgrenze des historischen Distrikts, die an der New York State Route 17M entlang von der Lake Street bis zu einem Punkt etwa einen Kilometer westlich der Kreuzung mit der Stage Road führt. Einige Gebiete westlich der State Route sind allerdings Teil des historischen Distrikts, vor allem an der Stage Road, aber auch Abschnitte an Oakland, Mill und Ramapo Street. Östlich der State Route 17M sind zwei große Grundstücke nordöstlich der Kreuzung mit der Stage Road nicht Teil des historischen Distrikts.
Im Osten folgt die Grenze des Bezirks der westlichen Seite des Mill Pond Parkways südlich der Lake Street, führt dann an der Südseite von Smithfield Court nach Osten und dann an der Westseite der Stage Street für eine kurze Strecke nach Süden. Über einen Zickzackkurs führt die Umrandung des historischen Distrikts dann zur Kreuzung von Carpenter Place und Maple Street und von dort aus südwärts, um den Monroe Cemetery einzuschließen und schließlich nach Westen zur Stage Street und zur NY 17M zurückzuführen.

## Geschichte

### 18. und 19. Jahrhundert
Die Geschichte des Village of Monroe begann mit der Ankunft von David Smith aus Brookhaven auf Long Island, der 1747 ein 112 Hektar großes Stück Land aufgrund des Cheesecocks Patents erwarb. Er hatte auf dem Land bereits sechs Jahre zuvor an der Stelle der heutigen Kreuzung von Maple und Stage Street ein Haus gebaut. Er kaufte 1761 ein angrenzendes Grundstück; beide Landkäufe umfassen einen Großteil des heutigen Ortes Monroe.
Smith staute den Bach auf, um eine Wassermühle zu betreiben. Schon bald erhielt die Siedlung den Namen Smith’s Mills. Die Siedlung wuchs in den Beginn des 19. Jahrhunderts hinein und wurde zuerst in Southfield und 1808 in Munroe umbenannt, dem Namen eines damaligen Senators von New York. Später, während der Präsidentschaft von James Monroe, entstand Irritierung über die Schreibweise und schließlich wurde die üblichere Schreibweise angenommen, was zur allgemeinen Annahme führte, der Ort habe seinen Namen nach dem Präsidenten erhalten.
Diese Periode in der Geschichte Monroes spiegelt sich in den im Federal Style erbauten Häusern im historischen Distrikt wider, darunter McGarrah’s Tavern an der Ecke von Stage Road und State Route 17M. Es war ursprünglich, 1814, der Versammlungsort der Freimaurerloge und ist das älteste noch als solches genutzte Gebäude in New York.
Um 1836 waren zur Mühlenwirtschaft in Monroe weitere Wirtschaftszweige gekommen; die Verhüttung von Eisenerz aus den Bergen der Umgebung und die Weiterverarbeitung zu Endprodukten wie Nägeln und Schiffsankern trugen zur örtlichen Wirtschaft bei. Der Bau der New York and Erie Railroad durch die damaligen Randbezirke des Ortes öffnete neue Absatzmärkte für die ortsansässigen Unternehmen. In dieser Periode schwenkte die Popularität des Federal Styles langsam zur Architektur des Neoklassizismus. Das 1811 erbaute Nicholas Knight House an der Stage Road erhielt bei einer späteren Renovierung eine deutlichere Ausprägung dieses Stiles, auch die 1853 entstandene First Presbyterian Church of Monroe entstand in einer fortgeschritteneren Interpretation des Baustils.

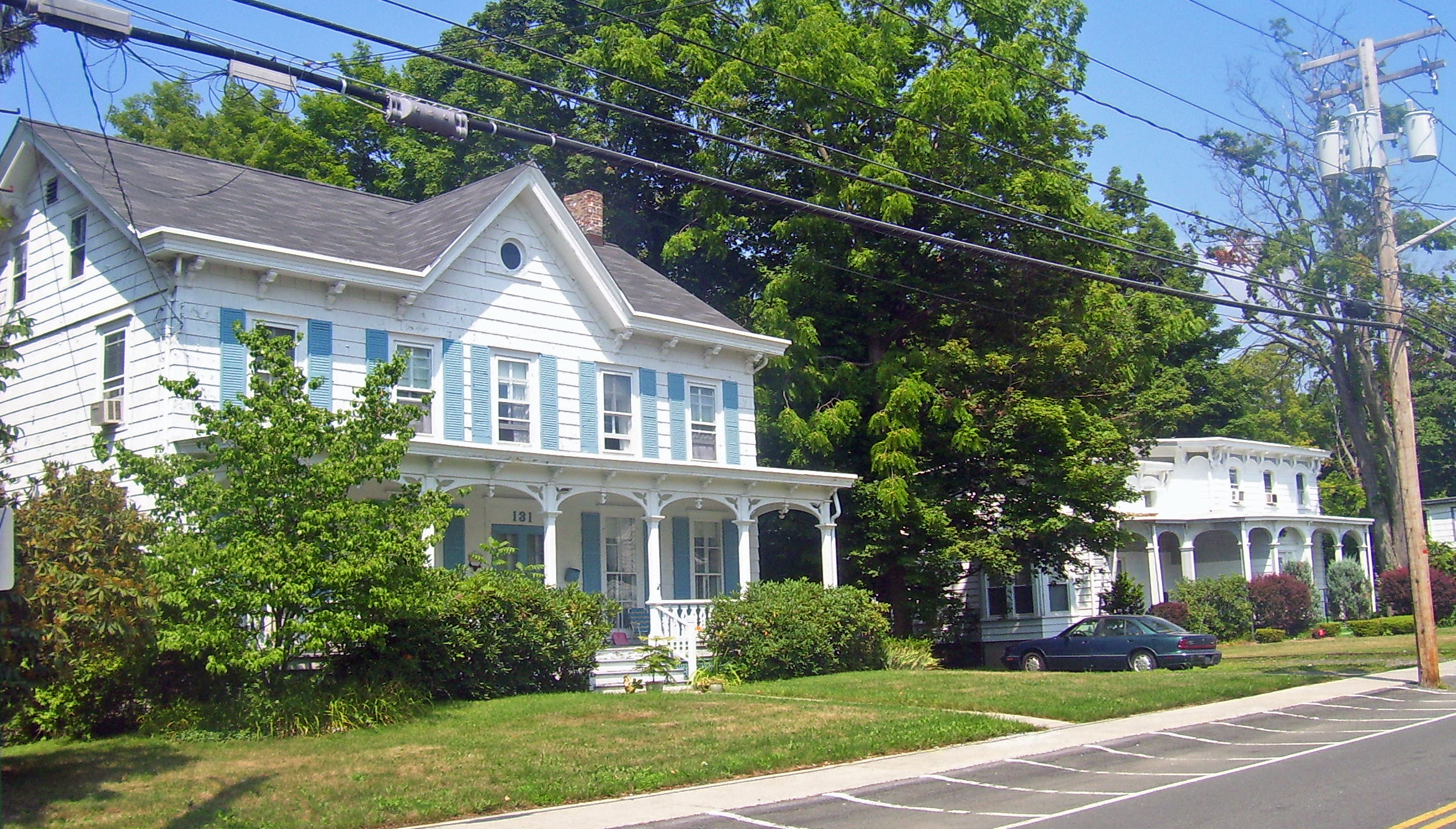
Häuser an der Stage Road aus der Mitte des 19. Jahrhunderts

Der Bau des Eisenbahnnetzes ermöglichte es der Monroe Cheese Company, 1873 die Marke Velveeta in den gesamten Vereinigten Staaten einzuführen. Der italienische anmutende Ziegelbau der ehemaligen Fabrik steht noch an der Mill Pond Road. Von der verschiedenen Baustilen gegen Ende der Phase der viktorianischen Architektur, setzte sich der Queen Anne Style am deutlichsten durch. Die 1841 erbaute methodistische Kirche an der Maple Avenue wurde 1885 in diesem Stil erneuert und 1896 entstand die Church of the Sacred Heart als Queen-Anne-Bauwerk.
1892 zerstörte ein Brand einen Großteil des damaligen Ortszentrums, östlich der Mühle und älterer Gebäude. Die Bürger reagierten darauf zwei Jahre später mit der Inkorporierung der Siedlung zu einem Village, um eine Feuerwehr und eine Wasserverteilungssystem aufzubauen.

### 20. und 21. Jahrhundert
Die Bauaktivitäten im historischen Kern der Ortschaft gingen zu Beginn des 20. Jahrhunderts zurück, als sich Monroe ausdehnte und andere Gebiete erschlossen wurden. Die Rennbahn wurde zwischen 1908 und 1927 zu einem vielgenutzten Veranstaltungsort für den Trabrennsport. Der Stil des Colonial Revivals war nicht so populär wie zuvor die Bauten im viktorianischen Stil, weswegen es innerhalb des historischen Distrikts nur wenige Beispiel der kolonialen Bauweise gibt. Das bedeutendste davon ist das American Foursquare Haus in der Stage Road 132, das 1910 erbaut wurde.
Seit 1940 hat es in dem historischen Distrikt keine größeren Baumaßnahmen gegeben, mit Ausnahme des 1948 im neoklassizistischen Stil neben der Käsefabrik erbauten Monroe Theatre. Die Haupttribüne der Traberrennstrecke wurde 1964 abgerissen.
Wendy Bush, eine von den ersten Bewohnern der Stadt abstammende Bürgerin Monroes, setzte sich stark für die Schaffung des historischen Bezirks ein. Viele der betroffenen Eigentümer waren gegen die Maßnahme, weil sie befürchteten, dass die Änderungen des Bebauungsplanes sie am weiteren Ausbau ihres Eigentums hindern würde. Seit der Bildung des historischen Bezirkes wurden nur wenige Maßnahmen zur Erhaltung und Restaurierung der historischen Gebäude innerhalb seiner Grenzen durchgeführt.

## Contributing Propertys

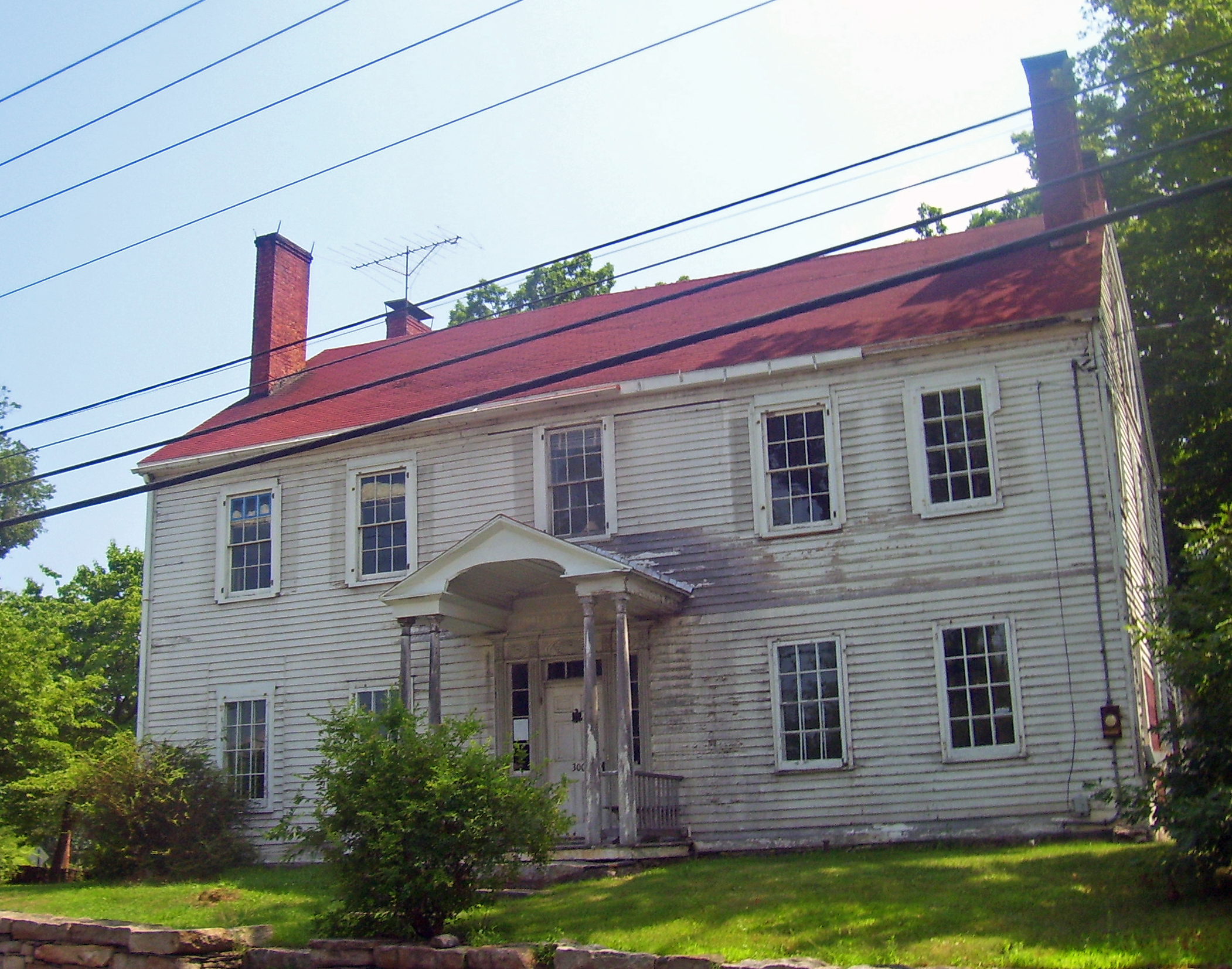
McGarrah's Tavern

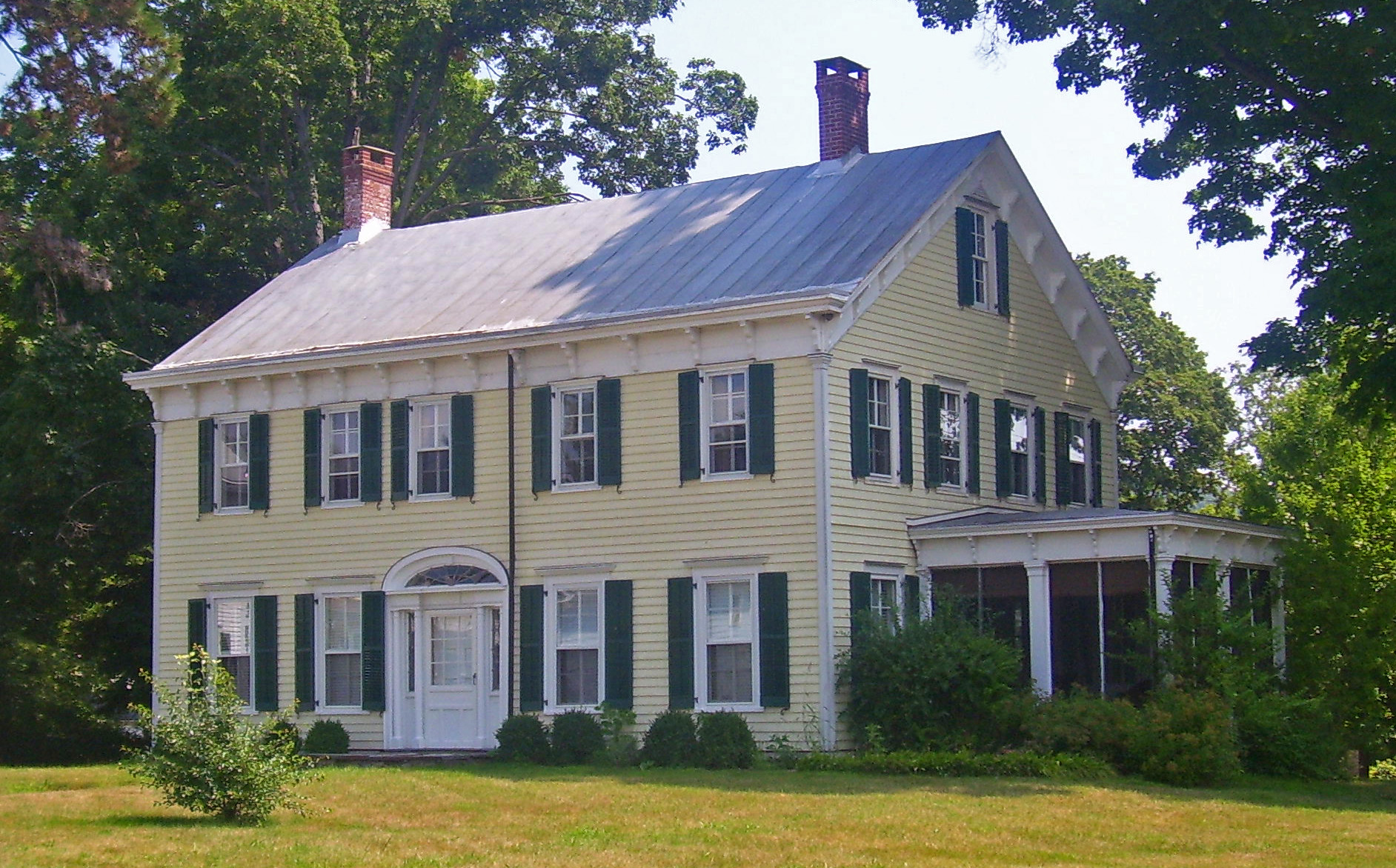
Judge Seaman House

Die 36 Contributing Propertys umfassen insgesamt 70 Bauwerke. Von diesen sind 47 Gebäude, 9 andere Bauwerke sowie vier Stätten historische Ressourcen des historischen Distrikts. Keines davon wurde bislang eigenständig in das Register aufgenommen. Neun weitere Bauten – zumeist handelt es sich um Garagen – gelten nicht als beitragend, da sie Ende des 20. Jahrhunderts entstanden. Zu den beitragenden Bauten gehören:
- Das Hophni Smith House in der Stage Road 400 ist eine eineinhalbstöckige Saltbox, die um 1750 erbaut wurde und in der Mitte des 19. Jahrhunderts an ihren heutigen Standort verlegt wurde.
- Das David Smith-Jeremiah Knight House in der Stage Road 315 ist ein zweieinhalbstöckiges in Holzständerbauweise entstandenes Wohnhaus im Federal Style, dessen hinterer Teil später hinzugefügt wurde. Man nimmt an, dass Smith das Haus 1741 baute. Darin ist heute die historische Gesellschaft des Ortes untergebracht.
- Die Reste der Smith-Knight Grist Mill befinden sich direkt daneben. Von dem um 1750 entstandenen Bauwerk sind nur Grundmauern, Staudamm, Abflusskanal und Mühlbach erhalten. Der große Mühlteich liegt heute im Zentrum eines kommunalen Parks.
- McGarrah’s Inn oder Goff’s Tavern befindet sich in der Stage Road 300. Das Haus wurde um 1800 erbaut und wurde von 1814 ab als Versammlungsort einer Freimaurerloge genutzt. Das 1839 auf seinen heutigen Umfang erweiterte Gebäude ist somit der ehemalige Sitz der ältesten Freimaurerloge New Yorks. Später war es Wohnsitz von Bürgermeister Frederick Hulse, der einer der Ankläger in den Nürnberger Prozessen war. Ortsansässige Freimaurer erwarben das Haus, um es zu renovieren und wieder seiner ursprünglichen Nutzung zuzuführen.
- Der Monroe Cemetery befindet sich an der nördlichen Seite der State Route 17M. Dieser Friedhof früher Siedler wurde im 19. Jahrhundert erweitert. Er enthält Friedhofskunst aus beiden Zeitabschnitten.
- Die Monroe Cheese Company in der Mill Pond Road 30 befand sich in einem dreistöckigen italienisch anmutenden Backsteinbau, der um 1880 entstand.
- Die Monroe Presbyterian Church ist ein 1853 im Neoklassizismus entstandenes Kirchenbauwerk in der Stage Road 142. Eine Säulenreihe an der Vorderfront wird von einem ausgeformten Fries gedeckt. Sie ist eines der am meisten auffallenden Gebäude im Village of Monroe.
- Monroe Racetrack ist die Bezeichnung für ein unbebautes Grundstück südlich der Stage Road. Hier befand sich am Anfang des 20. Jahrhunderts eine Trabrennsportanlage, von der die geschotterte Rennbahn noch zu sehen ist.
- Das Monroe Theatre am Mill Pond Parkway 34 ist ein in den 1940er Jahren gemauertes Bauwerk im neoklassizistischen Stil. Vier steinerne Säulen stützen den Fries und das Giebeldreieck.
- Das Judge William Seaman House in der Stage Road 160 wurde 1809 als Gasthaus erbaut. Es wurde 1850 von der Straße zurückversetzt und renoviert. Zu diesem Zeitpunkt wurden auch die neoklassizistischen Elemente und die italienisch anmutenden Details hinzugefügt. Die ursprünglich vorhandene Veranda wurde in den 1930er Jahren entfernt.